# Ronald Magill
Ronald Magill, född 21 april 1920 i Kingston upon Hull, död 6 september 2007 i London, var en brittisk skådespelare. Han blev framförallt känd för sin paradroll som den nyfikne och snarstuckne pubägaren Amos Brearly i TV-serien Hem till gården, en roll han spelade 1972–1991 och återkom under 1992–1995.